# Stratygrafia

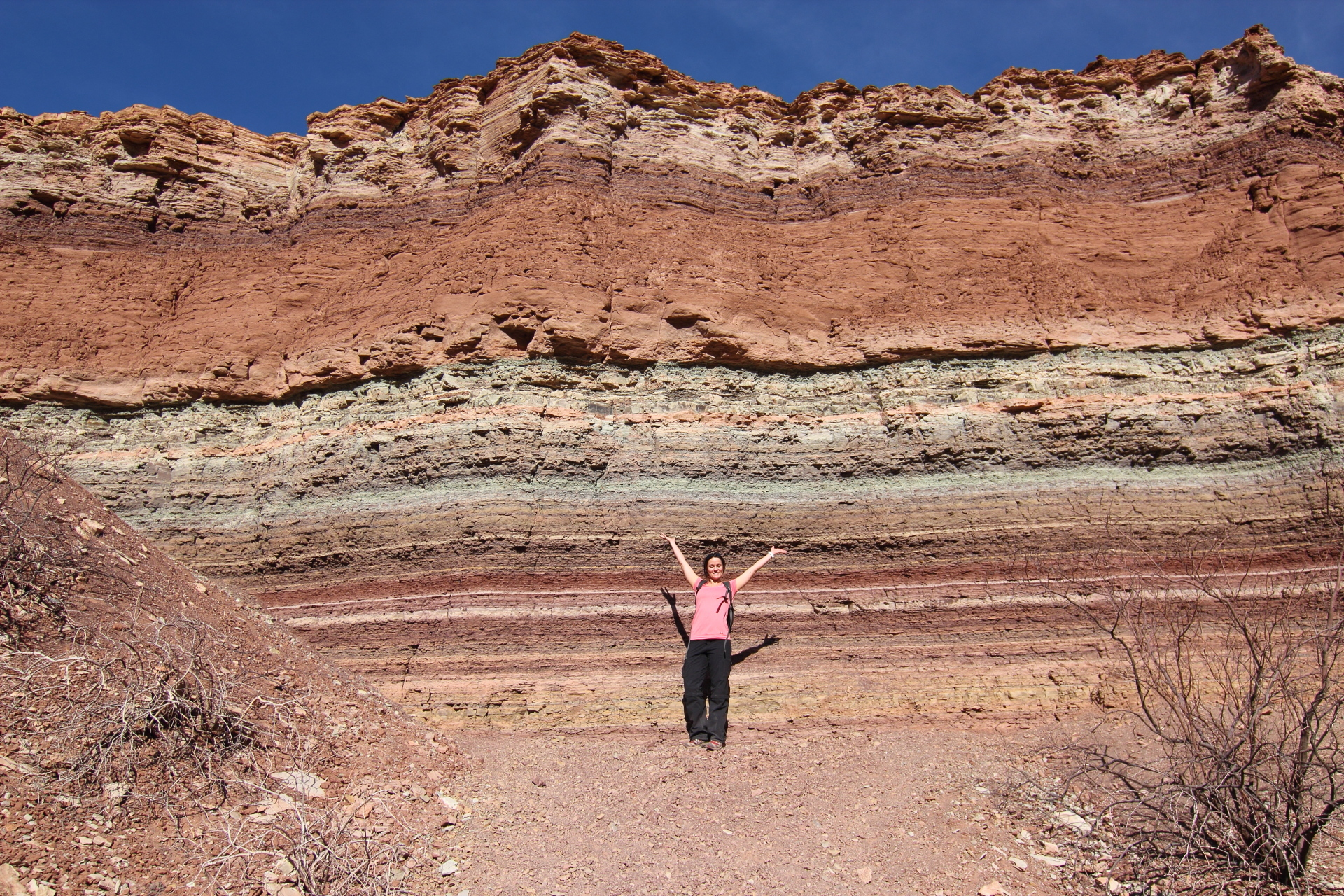
Warstwa w Salta (Argentyna).

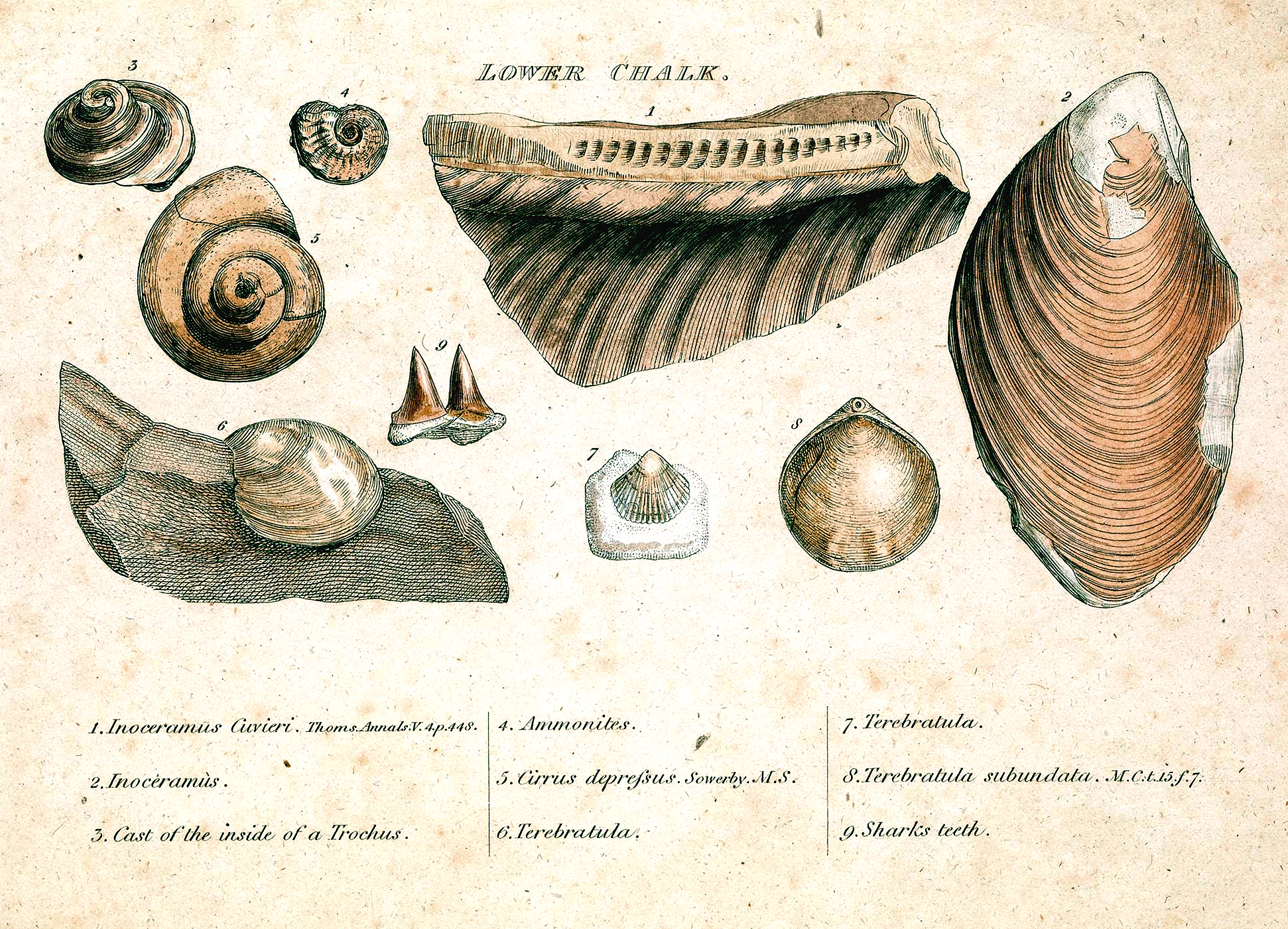
Strona z monografii Williama Smitha

Stratygrafia – dział geologii historycznej zajmujący się ustalaniem wieku i przyczyn rozmieszczenia skał w skorupie ziemskiej. 
Twórcą podstawowych praw stratygrafii był duński geolog Nicolaus Steno. Natomiast twórcą biostratygrafii był angielski inżynier William Smith, który w 1795 roku odkrył podczas budowy kanałów, że w warstwach skalnych są obecne charakterystyczne dla nich skamieniałości, które pozwalają te warstwy identyfikować i określać ich wiek geologiczny. Stratygrafia przyczyniła się m.in. do rozwoju badań paleontologicznych. Dopiero jednak odkrycie zjawiska promieniotwórczości i wykorzystanie izotopów promieniotwórczych umożliwiło wyznaczenie wieku bezwzględnego skał w latach.
Do podstawowych metod wykorzystywanych przez stratygrafię należą:
- litostratygrafia (wyróżniająca jednostki skalne na podstawie typu skał),
- biostratygrafia (wyróżniająca jednostki skalne na podstawie znajdowanych w nich skamieniałości),
- chronostratygrafia (porządkująca skały na podstawie ich wieku),
- magnetostratygrafia (porządkująca skały na podstawie podobieństwa ich własności magnetycznych),
- stratygrafia sekwencji (wyróżniająca jednostki stratygraficzne na podstawie interpretacji środowiska powstania),
- pedostratygrafia (wyróżniająca jednostki glebowe na podstawie analiz zachowanych poziomów glebowych)[3].

Prowadzone w drugiej połowie dwudziestego wieku geofizyczne badania sejsmiczne doprowadziły do narodzin stratygrafii sejsmicznej, a następnie stratygrafii sekwencji.